# Mount Sterling (Ohio)
Mount Sterling – wieś w Stanach Zjednoczonych, w stanie Ohio, w hrabstwie Madison.